# Быльцино (Владимирская область)
Быльцино — упразднённая деревня в Вязниковском районе Владимирской области России.

## География
Урочище находится в северо-восточной части области, в зоне хвойно-широколиственных лесов, в пределах Волжско-Окского междуречья, к югу от реки Клязьмы, к северу от автодороги М7, на расстоянии примерно 9 километров (по прямой) к востоку от города Вязники, административного центра района.

### Климат
Климат характеризуется как умеренно континентальный. Средняя температура воздуха самого холодного месяца (января) — −11,1 °C (абсолютный минимум — −48 °С), средняя максимальная температура воздуха (июля) — +23,3 °С (абсолютный максимум — +37 °С). Годовое количество атмосферных осадков составляет около 607 мм, из которых 413 мм выпадает в период с апреля по октябрь.

## История
В «Списке населенных мест Владимирской губернии по сведениям 1859 года» населённый пункт упомянут как удельная деревня Вязниковского уезда, расположенная при колодце, в 12 верстах от уездного города. В деревне насчитывалось 17 дворов и проживало 93 человека (36 мужчин и 57 женщин).
По состоянию на 1905 год, в Быльцине имелось 16 дворов и проживало 75 человек. В административном отношении деревня входила в состав Олтушевской волости.
По данным 1926 года в деревне имелось 18 хозяйств (в том числе 17 крестьянских) и проживало 99 человек (45 мужчин и 54 женщины). Являлась частью Вантинского сельсовета.
На момент упразднения входила в состав Илевниковского сельсовета Вязниковского района. Упразднена решением облисполкома № 778 от 23 ноября 1983 года как фактически не существующая.